# Rimae Boscovich
Rimae Boscovich – grupa rowów  na powierzchni Księżyca o średnicy około 40 km. Znajduje się wewnątrz krateru Boscovich na obszarze Mare Vaporum na współrzędnych selenograficznych ☾ 9,8°N 11,1°E/9,800000 11,100000. Nazwa tego systemu kanałów została nadana w 1964 roku przez Międzynarodową Unię Astronomiczną i pochodzi od krateru Boscovich.